# Plumb (George Bacovia)
Dormeau adânc sicriele de plumb,

Și flori de plumb și funerar veștmânt—

Stam singur în cavou... și era vânt...

Și scârțâiau coroanele de plumb.
Dormea întors amorul meu de plumb
Pe flori de plumb, și-am început să-l strig—
Stam singur lângă mort... și era frig...
Și-i atârnau aripele de plumb.
Plumb este o poezie scrisă de George Bacovia în 1900, finisată în 1902 și publicată în 1916 în revista „Versuri”,  sub pseudonimul George Andoni. Discursul poetic este conceput sub forma unui monolog tragic în care poetul exprimă o stare sufletească de disperare, și lipsă a oricărei speranțe. Poezia produce o puternică impresie la citirea ei de către autor în 1903 la salonul literar al lui Alexandru Macedonski.

## Context
Poezia a fost scrisă pentru prima dată în 1900. La vremea aceea, poetul, în vârstă de 19-20 de ani, era în cursul de a aplica la Școala Militară din Iași, de unde se retrase după un trimestru. Un an mai târziu se înscrise la gimnaziul din Bacău. Acesta luă cunoștința cu Alexandru Macedonski în 1902  și se formă artistic între anii 1903–1904 în mediul simbolist, frecventând cenaclul poetului. Rezultatul, volumul de poezii Plumb (1916), reprezintă rodul selecții dintre 50 de poeme, selecție determinată de o anumită fizionomie poetică care coincidea, în mare măsură, cu norma estetică dominantă la începutul secolului XX. George Bacovia dorise să devină un simbolist, un urmaș al lui Macedonski și al lui Tradem (pseudonimul lui Traian Demetrescu) și un emul al lui Edgar Allan Poe, Charles Baudelaire, Paul Verlaine și Maurice Rollinat.
Poezia Plumb a fost primită călduros în cadrul cenaclului și dădu ulterior titlul volumului de versuri publicat de Bacovia, trimis la tipar în 1914 și apărut în luna iulie 1916. Pentru acest volum Bacovia a fost premiat de Ministerul Artelor în 1923.

## Teme și motive literare
În poezie tema principală este condiția individului într-o societate care limitează. O temă secundară este moartea , redată prin „sicriu”, „mort”, „somn”, „dormeau adânc”, „cavou”, „coroane”, „era frig”, „era vânt” și tema singurătății. Celelalte motive – „amorul”, „tristețea”, „singurătatea” - sunt secundare, dar ajută la reliefarea ideii esențiale de alunecare inevitabilă spre moarte și neant.

Cuvântul-cheie al poeziei este „plumb”, care are valoare de simbol, repetiție și epitet. În exprimare, sicriele de plumb sugerează nemișcare, încremenire; amorul de plumb sugerează o senzație de rece, de insensibil; „și-i atârnau aripele de plumb” sugerează căderea, imposibilitatea zborului și a salvării.
Prima strofă definește un univers rece, străin, în care poetul trăiește sentimentul singurătății tragice:

”Dormeau adânc sicriele de plumb,

Și flori de plumb și funerar veștmânt -

Stam singur în cavou… și era vânt…

Și scârțâiau coroanele de plumb.”
Strofa a doua definește realitatea interioară. Poetul invocă amorul, dar acesta doarme întors cu fața spre moarte. Aripile de plumb sugerează căderea surdă și grea, din care poetul nu se mai poate înălța; căderea în moarte este inevitabilă, și nici măcar iubirea invocată cu disperare nu reprezintă o șansă de salvare:

”Dormea întors amorul meu de plumb

Pe flori de plumb, și-am început să-l strig -

Stam singur lângă mort… și era frig…

Și-i atârnau aripile de plumb.”

## Analiza compoziției și a limbajului
Poezia este alcătuită din două catrene cu rimă îmbrățișată și măsura de 10 silabe. La nivelul prozodic se constată folosirea iambului, alternând cu peonul și amfibrahul. Cele două catrene sunt mărginite de versuri care se află în paralelism sintactic și morfologic pe perechi, așa cum apare în tabelul de mai jos, cu analiză sintactică și morfologică.
|          | Versurile de început | Versurile de început | Versurile de început | Versurile de început                    |  | Versurile de final | Versurile de final | Versurile de final | Versurile de final |
| -------- | -------------------- | -------------------- | -------------------- | --------------------------------------- |  | ------------------ | ------------------ | ------------------ | ------------------ |
| Strofa 1 | Dormeau              | adânc                | sicriele             | de plumb                                |  | Și                 | scârțâiau          | coroanele          | de plumb.          |
| Strofa 1 | Predicat             | Complement de mod    | Subiect              | Atribut (laitmotiv)                     |  | N/A                | P                  | S                  | A (laitmotiv)      |
| Strofa 1 | Verb (p. III, Ipf.)  | Adverb               | Substantiv (pl.)     | Substantiv                              |  | Conjuncție         | Verb (III, Ipf.)   | Substantiv (pl.)   | Substantiv         |
| Strofa 2 | Dormea               | întors               | amorul               | meu de plumb                            |  | Și-i               | atârnau            | aripile            | de plumb.          |
| Strofa 2 | P                    | CCM                  | S                    | A, A (laitmotiv)                        |  | N/A, CI            | P                  | S                  | A (laitmotiv)      |
| Strofa 2 | Verb (III, Ipf.)     | Adverb               | Substantiv           | Adjectiv pronominal posesiv, Substantiv |  | Conj., Pronume     | Verb (III, Ipf.)   | Substantiv (pl.)   | Substantiv         |

Această structură creează o simetrie între cele două strofe, realizând artistic două planuri distincte. În această poezie, primul catren reflectă realitatea exterioară, marcată de uzul termenilor „cimitir”, „cavoul”. La nivelul limbajului poetic, aceste simboluri introduc un univers extern rece, ostil, care îl izolează pe eul liric. Al doilea catren reprezintă planul realității interioare, sufletești, deprimante pentru care nici iubirea invocată cu disperare nu este o șansă de salvare.
La toate nivelurile (lexical, fonetic, morfosintactic), poetul exteriorizează ideea de alunecare spre neant. Verbele la imperfect (dormeau, dormea, stam) sugerează persistența atmosferei deprimante. Repetiția conjuncției „și” amplifică atmosfera macabră: „Și flori de plumb și funerar vestmânt - / …si era vânt… / Și scârțâiau coroanele… și-am început să-l strig… și era frig… și-i atârnau aripile de plumb….”. Epitetele „adânc”, „întors”, „funerar”, „singur” contribuie la realizarea unei neliniști metafizice. Frecvența consoanelor „m, b, v, l” , a diftongului „au” și a triftongului „eau” sugerează foarte bine plânsetul, ca ecou al atmosferei insuportabile, realizând o muzicalitate interioară a versului.

## Interpretare
Sentimentul dominant este de oboseală, de trecere inevitabilă spre moarte. Se remarcă maxima concentrare a discursului poetic. Poezia exprimă, în numai cele două catrene ale ei, o stare sufletească de o copleșitoare singurătate. Atmosfera este de o dezolare totală iar cutremurătoarea apăsare materială este sugerată de greutatea metalului întunecat.

Poezia este structurată pe două planuri. Pe de o parte, realitatea exterioară, prezentă prin cimitir, prin cavou; o lume ce-l determină la izolare, iar pe de altă parte, realitatea interioară care are în vedere sentimentul iubirii a cărui invocare se face cu disperare fiind condiționat de natura mediului. Este de fapt încercarea poetului de a evada din lumea închisă, izolată în care se zbate.

Eul liric însă nu izbutește să depășească momentul, cuvântul „întors” realizând de fapt misterul poezii. 
Cuvântul cheie al întregii poezii este „plumb” care devine metaforă - simbol care este repetat de trei ori, număr fatidic în fiecare catren. Repetiția acestui cuvânt sugerează o atmosferă macabră de cavou.

În acest mediu, sentimentul iubirii înseamnă „întoarcere spre apus”, cum spune poetul Lucian Blaga, adică moartea.

„Dormea întors amorul meu de plumb,

… pe flori de plumb.” 

În aceste condiții, eul liric nu se poate redresa, înălța, iar ultimul vers aduce consolarea și resemnarea, „îi atârnau aripele de plumb” sugerând zborul în jos, o cădere surdă și grea.
Între aceste coordonate ale realitătii exterioare și interioare se desfășoară monologul tragic al eului liric într-o atmosferă tulburătoare datorită morții(la nivel semantic), iar pe de altă parte, prin repetiția obsesivă a cuvântului plumb, folosit ca determinant. El apare de trei ori în fiecare strofă, în rima versurilor 1, 4 și la cezura versului 2.
Cuvântul cheie repetat astfel nu sugerează descompunerea materiei - element definitoriu pentru poezia bacoviană - ci împietrirea, presiunea fiind prea mare, eul liric se pietrifică necondiționat.

Poezia „Plumb” este o poezie simbolistă, nu numai prin corespondente din lumea minerală ci și prin muzicalitatea versurilor realizate cu ajutorul cezurei.

Versul este iambic în exclusivitate, iar tonul este elegiac. Prin repetiția obsedantă a cuvântului cheie, poezia devine o elegie asemănătoare cu bocetele populare.

Structura poeziei este armonioasă, prima strofă se repetă în afară de versul al doilea, astfel încât versul 1 este în relație cu versul 5, 3 cu 7 și 4 cu 8.

Ca mijloace artistice întâlnim, pe lângă simbol, metafore și personificări „Dormeau adânc sicriile de plumb”.
Remarcăm folosirea verbelor la imperfect: „dormeau”, „stau” care sugerează acea atmosferă de dezolare, o acțiune trecută, dar neterminată, aflată încă în continuă desfășurare.

## Recepție și recenzii
Impresionat de poezia lui Bacovia, poetul Alexandru Macedonski îi închină acestuia un scurt madrigal.
„Poete scump, pe frunte
Porți frunzele de laur,
Că singur, până astăzi,
Din plumb făcut-ai aur.”